# سوپرگرل (لیندا دنورز)
لیندا دَنوِرز (به انگلیسی: Linda Danvers) که سابقاً تحت عنوان سوپرگرل شناخته می‌شد، یک شخصیت خیالی ابرقهرمان در کتاب‌های کامیک آمریکایی منتشر شده توسط دی‌سی کامیکس و رسانه‌های مرتبط با آن است. این شخصیت توسط نویسنده پیتر دیوید و طراح گری فرانک خلق شده است؛ که برای اولین بار در شمارهٔ ۱ از چهارمین نسخه مجموعه کتاب کمیک سوپرگرل (سپتامبر ۱۹۹۶) معرفی شد.

## خاستگاه
لیندا دنورز دختر فرد دنورز و سیلویا دنورز است. او دوست پسری به نام «باز» داشت که وی را در بسیاری از فعالیت‌های سوأل‌برانگیز تحت تأثیر قرار داده بود. لیندا خود را درگیر بسیاری از فعالیت‌های غیرقانونی و نامشروع (مانند قتل و شکنجه) نمود. غافل از اینکه در حقیقت باز یک دیو بود و هدفش تنها استفاده از لیندا به عنوان قربانی برای یک آیین شیطانی بود. باز توسط خنجر ضربه‌ای به لیندا وارد کرد تا از خون او به منظور رهاسازی شیاطین به جهان استفاده کند. در این بین ماتریکس مداخله نمود و جلوی ادامه کار باز را گرفت، اما دیگر دیر شده بود و او مچ دست لیندا را بریده بود. ماتریکس سعی کرد با استفاده از توانایی دگرپیکری خود جراحت لیندا را بهبود بخشد، اما در عوض با لیندا ادغام شد و به این دختر جوان متصل شد و ظاهر خود را تغییر داد. در نهایت لیندا و ماتریکس تبدیل به شخصیت جدید سوپرگرل شدند. لیندا به منظور ادای دین خود به ماتریکس برای نجات جانش، تصمیم گرفت از آن پس به عنوان سوپرگرل با شیاطین به مبارزه بپردازد.